# Two Tickets to Broadway

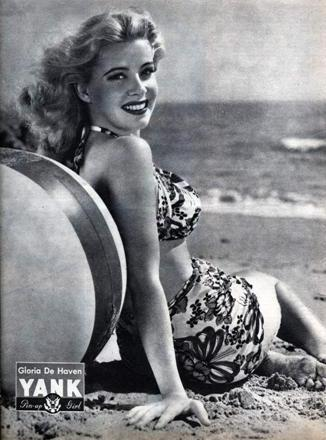
Gloria DeHaven posa como pin-up para a edição de 22 de junho de 1945 da revista Yank, the Army Weekly, dirigida aos alistados no Exército dos EUA. Gloria foi vocalista nas bandas de Bob Crosby e Jan Savitt. Contratada pela MGM na década de 1940, estrelou ou foi coadjuvante em vários musicais do estúdio. Com o declínio do gênero, voltou-se para o teatro e a televisão.

Two Tickets to Broadway é um filme estadunidense de 1951, do gênero comédia musical, dirigido por James V. Kern e estrelado por Tony Martin e Janet Leigh.

## A produção
O filme é uma volta aos velhos musicais, em que um punhado de jovens talentos busca seu lugar ao Sol. A diferença é que—sinal dos tempos—o objetivo não é brilhar no teatro ou no cinema, mas, sim, na televisão.
Joe Smith e Charlie Dale, veteranos do vaudeville, ficaram com os dois papéis originalmente pensados para Stan Laurel e Oliver Hardy, que não puderam aceitar devido a Laurel estar doente.
Busby Berkeley dirigiu a coreografia, porém a sequência mais marcante é a da canção Let's Make Comparisons, em que Bob Crosby explica porque não é Bing Crosby, de quem é irmão na vida real.
Apesar da supervisão de Howard Hughes, da produção dos assim chamados garotos espertos Jerry Wald e Norman Krasna, dos outros nomes envolvidos, e das belas cores do Technicolor, o público não se deixou seduzir e Two Tickets to Broadway deu um prejuízo de $1,150,000.

## Sinopse
Vinda do interior, Nancy Peterson chega a Nova Iorque, disposta a vencer na carreira artística. Ela e os colegas de pensão Dan, Hannah, Joyce e Foxy montam um número para tentar aparecer no programa de variedades comandado por Bob Crosby na TV. Lew Conway, um agente atrapalhado, faz de tudo para mantê-los como clientes e promete abrir as portas do show para eles, apesar de não fazer a mínima ideia de quem seja Bob Crosby.

## Premiações
| Prêmio | Categoria             | Situação |
| ------ | --------------------- | -------- |
| Oscar  | Melhor Mixagem de Som | Indicado |

## Elenco
| Ator/Atriz       | Personagem           |
| ---------------- | -------------------- |
| Tony Martin      | Dan Carter           |
| Janet Leigh      | Nancy Peterson       |
| Gloria DeHaven   | Hannah Holbrook      |
| Eddie Bracken    | Lew Conway           |
| Ann Miller       | Joyce Campbell       |
| Barbara Lawrence | Foxy Rogers          |
| Bob Crosby       | Bob Crosby,          |
| Joe Smith        | Harry                |
| Charles Dale     | Leo                  |
| Taylor Holmes    | Willard Glendon      |
| Buddy Baer       | Marinheiro no ônibus |